# 特肯達馬博物館
特肯達馬博物館（西班牙語：Casa Museo Salto de Tequendama Biodiversidad y Cultura）是一座位於哥倫比亞聖安東尼奧德爾特肯達馬的一座博物館兼豪宅。這座博物館坐落在特肯達馬瀑布上方，俯瞰著波哥大河的景色。在進行改建之前，這座建築曾經是一家廢棄的酒店，被稱為特肯達瑪瀑布酒店（La Casa del Salto del Tequendama）。當前該設施由未來生態農場基金會營運。

## 詞源
特肯達馬（Tequendama）這個名字源於穆伊斯卡人的奇布查语，意為「向下沉降的人」。

## 歷史

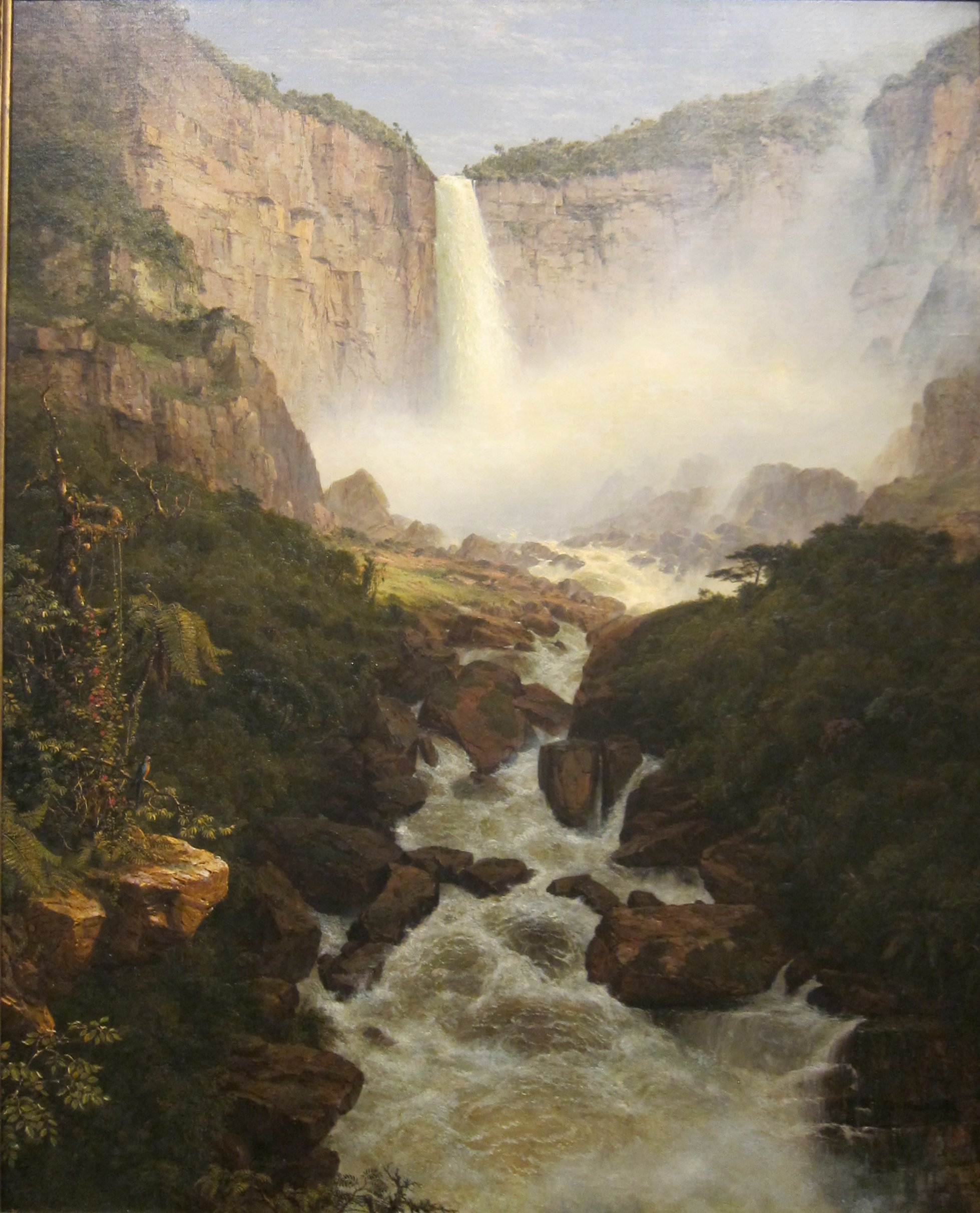
1854年畫作中的特肯達馬瀑布。

19世紀末，哥倫比亞政府開始在全國各地進行鐵路建設上，其目標是將國家各地區連接起來，促進國內運輸業及旅遊業的發展。考慮到特肯達馬瀑布曾吸引大量遊客前來參觀，1920年代，時任哥倫比亞總統佩德羅·內爾·奧斯皮納決定在瀑布前建立火車站。該這棟建築被構思為一座終點火車站，同時也是一間能夠讓人欣賞瀑布美景的飯店設施。
特肯達馬瀑布車站的首個設計方案出現在1912年。這座火車站最後1923年至1927年之間由哥倫比亞國家鐵路公司興建，由建築師卡洛斯·阿圖羅·塔皮亞斯（Carlos Arturo Tapias）和拉蒙·巴爾巴·吉查德（Ramón Barba Guichard）設計，風格為法式豪宅，並提供八間中產階級房間、四間公眾套房、一間總統套房以及一間舞廳空間使用到20世紀中期。
1950年代後，該房屋被出售給科爾蘇西迪奧（Colsubsidio）的創始人羅伯托·阿里亞斯·佩雷斯（Roberto Arias Pérez），並將酒店的建築被改建成義大利餐廳，建築總面積達到了1,470平方公尺，分佈在五個樓層。1970年代初。由於波哥大河水質污染等問題，建築最後於1983年廢棄，並在隨後長達二十多年的時間內無人居住。，此時期內部經歷大幅破壞，導致建築結構受到嚴重影響。
2009年，為了恢復房屋的歷史價值及其周圍的自然資源，哥倫比亞國立大學自然科學研究所及未來生態農場基金會從佩雷斯手中購買了它，修復工作於2011 年正式啟動，將其轉化為博物館。並由克勞迪婭·埃爾南德斯（Claudia Hernández）和他的工作團隊負責修復。歐盟也提供了資金支持，用於鄰近領土的重建和改善。同時，哥倫比亞國立大學自然科學研究所也參與了波哥大河及其支流的清理工作。
2013年，博物館對外開放，並舉辦多個不同主題的展覽，包括展示法國醫生弗朗索瓦·卡羅·安東馬奇的解剖圖展覽、以地下生態系統為主題的「洞穴，地下世界的生態系統」展覽，及講述塔塔科阿沙漠生態的展覽。目前屋內仍保留著原有的元素：包括懸掛的吊燈、燈具、地板等家具。
2015年，應生態農場基金會代表的要求，這棟房子進入被認定為文化遺產的程序。哥倫比亞文化部於2018年9月20日通過第3355號決議，宣布「特肯達馬博物館」列入國家文化利益資產。

## 外部連結
- 英文官方網站 （页面存档备份，存于）